# Bitwa o San Matteo
Bitwa o San Matteo – jedna z ostatnich bitew na froncie włoskim I wojny światowej, stoczona latem 1918 roku o alpejski szczyt San Matteo (3678 m n.p.m.) pomiędzy oddziałami włoskimi a austriackimi. Było to ostatnie w historii zwycięstwo Austro-Węgier.
Bitwa ta aż do 1999 roku była najwyżej stoczoną bitwą w udokumentowanej historii wojen.
Na początku 1918 roku Austriacy umieścili na szczycie San Matteo ufortyfikowane stanowisko artylerii, z którego mogli ostrzeliwać drogę wiodącą przez przełęcz Gavia (2621 m n.p.m.; droga ta nosi dziś numer SS 300), którą Włosi dostarczali zaopatrzenie dla swoich oddziałów walczących w tym rejonie. 13 sierpnia włoska 307. kompania alpejskiego batalionu „Ortler” śmiałym atakiem z zaskoczenia zdobyła pozycje austriackie biorąc połowę ich załogi do niewoli (druga połowa uciekła w dół w kierunku własnych pozycji). Strata ta była dla Austriaków bardzo silnym ciosem, także z propagandowego punktu widzenia, toteż niezwłocznie skierowali w tamten rejon wsparcie w celu odbicia stanowiska. 3 września kiedy Włosi byli jeszcze w trakcie organizowania umocnień, Austriacy przypuścili szturm 150 żołnierzy z 3. regimentu z Dimaro, poprzedzony silnym bombardowaniem artyleryjskim. W odpowiedzi Włosi przypuszczając, że doszło już do zdobycia San Matteo przez Austriaków rozpoczęli swój ostrzał artyleryjski rejonu walk. W rezultacie tej bitwy zginęli żołnierze zarówno austriaccy (siedemnastu), jak i włoscy (dziesięciu), a wśród tych ostatnich ich dowódca kapitan dr Arnaldo Berni, który – ranny po ostrzale austriackim – zginął w wyniku ostrzału własnej artylerii (bratobójczy ogień), pozostawiając jednak po sobie listy do rodziny i zapiski.
Dwa miesiące później, w wyniku rozejmu w villa Giusti z 3 listopada wojna pomiędzy Austro-Węgrami a Włochami została zakończona.
Ciała kapitana Arnaldo Berniego nigdy nie odnaleziono, ale w 2004 roku na lodowcu Forni na wysokości 3400 m n.p.m. w pobliżu szczytu znaleziono zamarznięte ciała trzech żołnierzy austriackich zabitych w walkach 1918 roku.